# Lucía Fresco
Pour les articles homonymes, voir Fresco.
Lucía Fresco est une joueuse argentine de volley-ball née le 14 mai 1991 à Chajarí. Elle mesure 1,95 m et joue au poste d'attaquante. Elle totalise 85 sélections en équipe d'Argentine.

## Clubs
| Club               | De        | À         |
| ------------------ | --------- | --------- |
| Santa Rosa Chajarí | 2003-2004 | 2008-2009 |
| C.A. Boca Juniors  | 2009-2010 | 2010-2011 |
| SC Potsdam         | 2011-2012 | 2013-2014 |
| Tiboni Urbino      | 2014-2015 | 2014-2015 |
| Volley Soverato    | 2015-2016 | 2015-2016 |
| Pannaxiakos Naxos  | 2016-2017 | 2016-2017 |
| Békéscsabai RSE    | 2017-2018 | 2017-2018 |
| C.A. Boca Juniors  | 2018-2019 | 2018-2019 |
| Pink Spiders       | 2019-2020 | …         |

## Palmarès

### Équipe nationale
- Championnat d'Amérique du Sud
  - Finaliste : 2011, 2013.

### Clubs
- Championnat d'Argentine
  - Vainqueur : 2011, 2019.
- Coupe de Grèce
  - Finaliste : 2017.
- Coupe de Hongrie
  - Finaliste : 2018.
- Championnat de Hongrie
  - Vainqueur : 2018.
- Coupe de Corée du Sud
  - Finaliste : 2020.

### Distinctions individuelles
- Coupe panaméricaine de volley-ball féminin des moins de 23 ans 2012: Meilleure marqueuse.